# Zugvogelschutzgebiete entlang der Küste des Gelben Meeres – Golf von Bohai

Karte der beiden Schutzgebiete in der Provinz Jiangsu:

Unter der Bezeichnung „Zugvogelschutzgebiete entlang der Küste des Gelben Meeres – Golf von Bohai“ (chinesisch 中国黄（渤）海候鸟栖息地) wurden im Jahr 2019 mehrere Gezeitenzonen des Gelben Meeres und im Bereich des Golfs von Bohai an der Küste der Provinz Jiangsu der Volksrepublik China als Naturerbe in die Liste des UNESCO-Welterbes aufgenommenen. Der Antrag auf Eintrag der zu schützenden Gebiete in das Welterbe soll in zwei Phasen erfolgen. Die erste Phase des Antrags war 2019 erfolgreich. Die zweite Phase des Antrags ist für später vorgesehen.

## Lage
Die Vogelschutzgebiete umfassen das Wattenmeer an der Küste des Gelben Meeres und am Golf von Bohai. Die Sedimente des Wattenmeers entstammen aus Chinas großen Flüssen wie dem Gelben Fluss, Jangtsekiang, Yalu, Liao He, Hai He etc. Die Teile des unter der ersten Phase des als Welterbe anerkannten Wattenmeers liegen in den Stadtbezirken Sheyang, Tinghu, Dafeng und Dongtai in der bezirksfreien Stadt Yancheng in der Provinz Jiangsu in China und umfassen mehrere Naturschutzgebiete. Es handelt sich um das größte Gezeitengebiet an der Westküste des Pazifik. Das Wattenmeer in seinem heutigen Ausmaß wurde im Wesentlichen vor dem Jahr 1855, in dem der Gelbe Fluss seinen Verlauf nach Norden verlagerte, gebildet.
| Welterbe-ID | Bezeichnung                            | Zentrale Koordinaten             | Schutzzone | Pufferzone |
| ----------- | -------------------------------------- | -------------------------------- | ---------- | ---------- |
| 1606-001    | Zugvogelhabitat im Süden von Yancheng  | 32° 55′ 55″ N, 121° 1′ 0,5″ O    | 144.839 ha | 28.271 ha  |
| 1606-002    | Zugvogelhabitat im Norden von Yancheng | 33° 33′ 17,8″ N, 120° 36′ 5,5″ O | 43.804 ha  | 51.785 ha  |

## Biologische Besonderheiten
Die Vogelschutzgebiete sind Teil des größten gezeitenabhängigen Wattenmeers der Welt und einer der biologisch vielfältigsten Küsten der Welt. Sie bestehen u. a. aus Deltas, Sandbänken, Felsen, Salzpfannen, Fischteichen und Reisfeldern. Das Gebiet ist ein Aufenthaltsgebiet für bestandsgefährdete und seltene Zug- und Wasservögel, wie Löffelstrandläufer, Tüpfelgrünschenkel, Großer Knutt und Isabellbrachvogel.
Im von der UNESCO veröffentlichten und von China verfassten Antrag zur Anerkennung der Vogelschutzgebiete als Welterbe wird als Grund für die Aufnahme als Welterbe die Bedeutung des hiesigen Wattenmeers als Sammel-, Rast- und Nistplatz für Zugvögel auf ihrem Weg zwischen Ostasien und Australien sowie als Aufzuchtort für zahlreiche Fisch- und Krustentierarten genannt. Die Vogelschutzgebiete hätten deshalb als Ökosystem eine globale Bedeutung für diese teils bedrohten Tierarten.